# Strontium
Strontium är ett grundämne som är del av gruppen alkaliska jordartsmetaller och har atomnummer 38 och kemiskt tecken Sr. I ren form är den en mjuk och silvervit metall. Strontium är kraftigt kemiskt reaktivt och måste förvaras skyddat från luft och vatten, i till exempel fotogen. Isotopen strontium-90 förekommer i radioaktivt nedfall efter atombomber och i utbränt kärnbränsle, och har en halveringstid på 28 år. 90Sr är farlig då strontium på grund av sin kemiska likhet med kalcium lagras i skelettet.

## Användning
Ett av de största användningsområdena för strontium är i glaset på katodstrålerör, eftersom röntgenstrålning kan bildas i bildröret. För att strålningen inte skall träffa den som tittar används strontium i glaset för att blockera röntgenstrålningen. Andra exempel på användningsområden för strontium är:
- Vid produktion av permanentmagneter gjorda av järnoxid.
- Strontium-titanoxid (SrTiO3) har ungefär samma brytningsindex som diamant och säljs därför som diamantimitation men är däremot mycket mjukare än diamant (6 i hårdhet på Mohs hårdhetsskala jämfört med diamants 10).
- Strontium används i fyrverkerier för lila färg och inom pyroteknik för att få röd lågfärg.
- Strontiumklorid (SrCl2) används i en del tandkrämer för känsliga tänder.

## Förekomst och framställning
Strontium är ganska vanligt i jordskorpan, där det är det 15:e vanligaste grundämnet. Strontium finns dock aldrig som metall på jorden, men i salter som till exempel strontiumsulfat (SrSO4) och strontiumkarbonat (SrCO3). Man framställer strontium genom smältelektrolys av strontiumklorid (SrCl2):
Vid anoden: 2Cl- → Cl2 + 2 e-
Vid katoden: Sr2+ + 2 e- → Sr
2009 bröts 400 000 ton av olika strontiummineral, där Kina stod för 50 procent.

## Historia
Namnet strontium kommer från den skotska byn Strontian, eftersom metallen upptäckts i malm från blygruvorna där. Redan 1790 upptäckte fysikerna  Adair Crawford och William Cruickshank att malm från Strontian hade ovanliga egenskaper. Fysikern och mineralsamlaren Friedrich Gabriel Sulzer analyserade mineralet från Strontian tillsammans med Johann Friedrich Blumenbach och kallade det för strontianit.  Metallen renframställdes 1808 av Humphry Davy genom elektrolys av en blandning av strontiumklorid och kvicksilver(II)oxid. Hope ändrade namnet till strontium.

## Biologisk roll
Den stora kemiska likheten med kalcium gör att strontium förekommer parallellt med kalcium i flertalet biologiska sammanhang. Då strontiums förekomst är lägre blir halterna dock motsvarande låga. I skelettet är omkring 0,25 % av kalciumet ersatt med strontium. Om födan kommer från platser med högre halt av strontium i jorden blir andelen större, utan att detta har några påtagliga hälsoeffekter. Flertalet strontiumföreningar är, i likhet med kalciums, ogiftiga.    